# Maria-fiteira
Tiraninho-pigmeu-bilistado ou maria-fiteira (Lophotriccus vitiosus) é uma espécie de ave da família Tyrannidae.
Pode ser encontrada nos seguintes países: Brasil, Colômbia, Equador, Guiana Francesa, Guiana, Peru e Suriname.
Os seus habitats naturais são: florestas subtropicais ou tropicais húmidas de baixa altitude e pântanos subtropicais ou tropicais.